# Luxemburger Abkommen

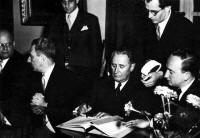
Nahum Goldmann bei der Unterzeichnung, 1952

Das Luxemburger Abkommen (auch Wiedergutmachungsabkommen genannt, engl. Reparations Agreement between Israel and West Germany, Ivrit: הסכם השילומים Heskem HaShilumim) ist ein am 10. September 1952 geschlossenes Übereinkommen zwischen der Bundesrepublik Deutschland auf der einen Seite sowie dem Staat Israel und der Jewish Claims Conference (JCC) auf der anderen. Am 27. März 1953 hinterlegten die Bundesrepublik und Israel die Ratifizierungsurkunde über das Abkommen über Entschädigungsleistungen Deutschlands für die Ermordung der Juden in der NS-Zeit bei den Vereinten Nationen.

## Inhalt
Inhalt des Abkommens waren Zahlungen, Exportgüter und Dienstleistungen im Gesamtwert von 3,5 Milliarden D-Mark, um die Eingliederung mittelloser jüdischer Flüchtlinge zu unterstützen, sowie die Selbstverpflichtung der Bundesrepublik zur Rückerstattung von Vermögenswerten. Dieses Abkommen wurde vom Bundeskanzler Konrad Adenauer (CDU) im Bundestag mit den Stimmen auch der SPD gegen Teile seiner Regierungskoalition durchgesetzt. Drei Milliarden DM waren für den Staat Israel bestimmt, 450 Millionen DM für die außerhalb Israels wohnenden vertriebenen Juden und 50 Millionen DM für jene, die keiner jüdischen Glaubensgemeinschaft angehörten.
Fast gleichzeitig liefen die Verhandlungen zum Londoner Schuldenabkommen. Die Ratifizierung beider Verträge war die politische Vorbedingung, um den Besatzungsstatus aufzuheben und die volle Souveränität der Bundesrepublik herbeizuführen.
Die Vereinbarungen wurden in einem förmlichen Abkommen zwischen der Bundesrepublik Deutschland und dem Staate Israel und zwei sogenannten Protokollen schriftlich festgehalten.

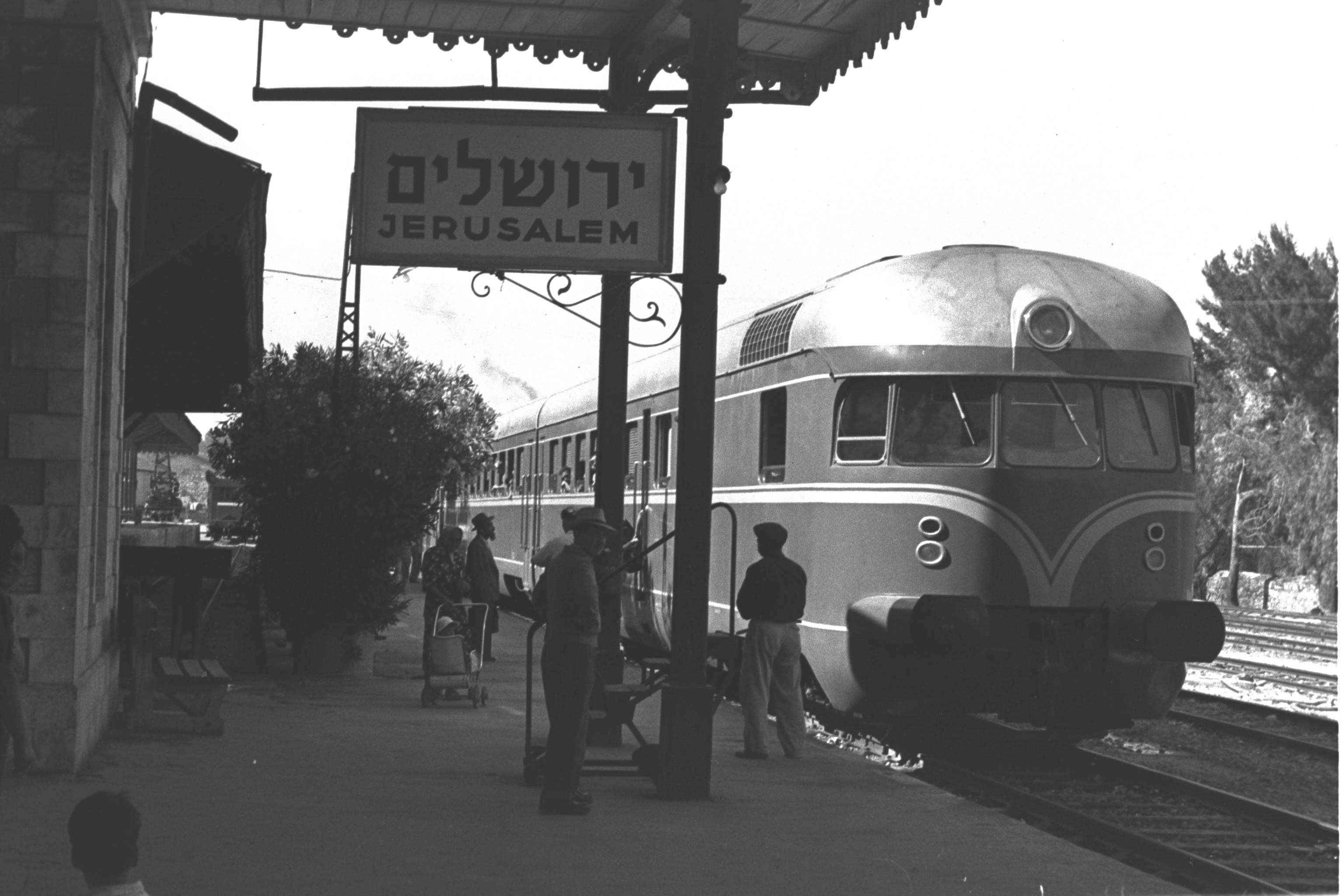
Ein Triebwagen der Maschinenfabrik Esslingen, geliefert in Folge des Luxemburger Abkommens, im alten Bahnhof Jerusalem

In der Präambel des Abkommens wurde anerkannt, dass Israel erhebliche finanzielle Lasten auf sich genommen hatte, um entwurzelte mittellose jüdische Flüchtlinge aus den ehemals von Deutschland beherrschten Gebieten anzusiedeln. Darum sicherte die Bundesrepublik Deutschland dem Staat Israel eine globale Erstattung von Eingliederungskosten in Höhe von 3,0 Milliarden DM (in heutiger Kaufkraft rund 9,17 Milliarden Euro) zu, die in Form von Warenlieferungen und Dienstleistungen innerhalb von 14 Jahren abgerufen werden konnten.
Im 1. Protokoll bekräftigte die Bundesregierung ihre Absicht, ein Gesetzgebungsverfahren zur Rückerstattung von Vermögen und zur individuellen Entschädigung der Verfolgten in Gang zu setzen.
In einem 2. Protokoll sagte die Bundesrepublik weitere Leistungen im Wert von 450 Millionen DM an Israel zu, das diese Gelder weiterleiten sollte an die in der Conference on Jewish Material Claims against Germany zusammengeschlossenen Verbände. Damit sollte notleidenden jüdischen Verfolgten außerhalb des Staatsgebiets Israels geholfen werden, denen dadurch mittelbar Teile des geraubten erbenlosen Vermögens von Opfern des Holocausts zugutekommen sollten. Die JCC sollte die „Dringlichkeit ihrer Bedürfnisse“ beurteilen und die Beträge „für Unterstützung, Eingliederung und Ansiedlung jüdischer Opfer“ verwenden.
Die Bundesregierung sagte zusätzlich zu, 50 Millionen DM für jene Personen bereitzustellen, die im Sinne der Nürnberger Gesetze als Juden galten und verfolgt worden waren, sich aber nicht zum mosaischen Glauben bekannten. Die JCC hatte es abgelehnt, diese zu betreuen.
Die Verhandlungen fanden ab März 1952 im Kasteel Oud-Wassenaar bei Den Haag statt; die Bundesregierung beauftragte den Frankfurter Jura-Professor Franz Böhm als Delegationsleiter die Verhandlungen auf deutscher Seite zu führen. Die Unterschriften wurden von Bundeskanzler Adenauer (als amtierendem Außenminister) und Außenminister Mosche Scharett am 10. September 1952 im Rathaus von Luxemburg geleistet. Der Deutsche Bundestag stimmte am 18. März 1953 mit knapper Mehrheit zu.
Insgesamt wurden somit Zahlungen und Lieferungen im Wert von 3,5 Milliarden DM (Bundeshaushalt im Vergleichsjahr 1953: 27,85 Milliarden DM) vereinbart, in denen auch „die individuelle Entschädigung für körperliche und psychische Schäden in der Globalzahlung an Israel enthalten sein sollte, soweit es die in Israel lebenden Hitleropfer betraf“. Die Zahlungen waren in einem Zeitraum von 14 Jahren abzuwickeln und sollten zum Großteil durch Lieferung von Waren und Rohstoffen erfolgen. Abgewickelt wurden die Zahlungen von der dafür eingerichteten Israel-Mission (1953–1965) in Köln.
In Israel wurden die Zahlungen als Schilumim bekannt: Dieses Wort hatte Außenminister Scharet 1950 aus der Thora entlehnt, das Wort sollte sowohl Vergeltungs- oder Rachezahlung bedeuten wie auch aufgrund der Wurzel Shalom die Friedens- und Ausgleichzahlung betonen. Aus westdeutscher Sicht handelte es sich nicht um Reparationen oder um die Befriedigung eines völkerrechtlichen Anspruches des Staates Israel, sondern um eine zwingende moralische Verpflichtung des gesamten deutschen Volkes, das von der Bundesrepublik Deutschland vertreten wurde.

## Hintergrund

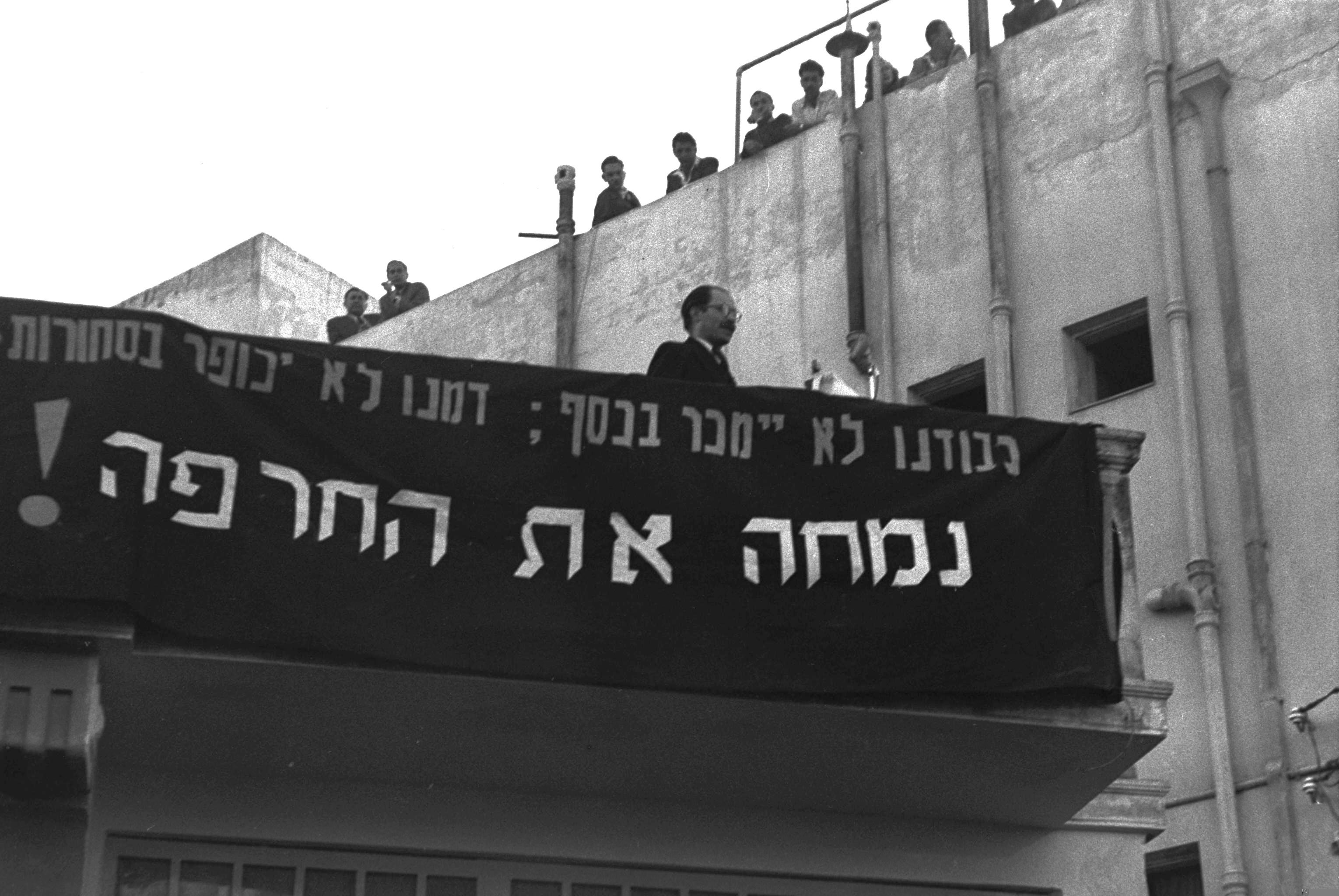
Menachem Begin spricht auf einer Kundgebung gegen die Verhandlungen unter dem Schriftzug „Unsere Ehre soll nicht für Geld verkauft werden, unser Blut soll nicht mit Gütern beglichen werden – wir werden die Schande auslöschen!“

Dem Luxemburger Abkommen waren schwierige und teils geheime diplomatische Verhandlungen vorausgegangen. Der junge Staat Israel musste zahlreiche Zuwanderer aufnehmen und stand vor dem Ruin, scheute aber davor zurück, direkte Verhandlungen mit deutschen Regierungsstellen aufzunehmen. Die Aufnahme von Verhandlungen mit der Bundesrepublik Deutschland löste in Israel erbitterte Auseinandersetzungen aus, die sogar zu Straßenschlachten führten. Die Opposition unter Menachem Begin, die Cherut und die linkssozialistische Mapam, warf den Befürwortern vor, die Würde der Opfer zu missachten, wenn sich die Mörder mit „Blutgeld“ von ihrer Schuld loskaufen wollten. In der Folge kam es zu Briefbombenattentaten gegen verschiedene deutsche Beteiligte. Die Regierung des jungen Staates unter David Ben-Gurion benötigte dringend Finanzmittel und sah keinen anderen Ausweg. Erst als die Alliierten sich weigerten, die israelischen Forderungen an beide deutsche Staaten stellvertretend zu stellen, sah sich Israel zu direkten Verhandlungen gezwungen.
Die DDR reagierte nicht auf das Ansinnen, einen Anteil der Gesamtforderungen in Höhe von 1,5 Milliarden US-Dollar zu begleichen. Adenauer war bereit, bilaterale Gespräche aufzunehmen, und ging auf die Vorbedingung ein, eine förmliche Erklärung zur Wiedergutmachung abzugeben. Am 27. September 1951 verkündete er in seiner Rede vor dem Bundestag:

„Im Namen des deutschen Volkes sind aber unsagbare Verbrechen begangen worden, die zur moralischen und materiellen Wiedergutmachung verpflichten […]. Die Bundesregierung ist bereit, gemeinsam mit Vertretern des Judentums und des Staates Israel, der so viele heimatlose jüdische Flüchtlinge aufgenommen hat, eine Lösung des materiellen Wiedergutmachungsproblems herbeizuführen, um damit den Weg zur seelischen Bereinigung unendlichen Leides zu erleichtern.“

Adenauer traf am 6. Dezember 1951 mit Nahum Goldmann, dem Präsidenten der Jewish Claims Conference, in London zusammen und erklärte seine Bereitschaft, für die Bundesrepublik zwei Drittel der Gesamtforderung zu übernehmen, nämlich eine Milliarde US-Dollar (damaliger Kurswert 4,2 Milliarden DM). Ab März 1952 verhandelten deutsche Diplomaten mit den Delegationen Israels und der JCC in Wassenaar. Parallel dazu wurde in London um die deutschen Vor- und Nachkriegsschulden verhandelt. Während die israelische Seite die Einzigartigkeit und Vorrangigkeit der Wiedergutmachungsleistungen betonte, versuchte die von Hermann Josef Abs geführte deutsche Delegation bei den Verhandlungen um die Vor- und Nachkriegsschulden, die Forderungen Israels in das allgemeine Abkommen über deutsche Kriegsschulden aufzunehmen. Dieser Versuch, die Ansprüche Israels und der Juden in der Welt mit den Ansprüchen anderer Staaten zu vermischen und zu verknüpfen, stieß aber auch im deutschen Parlament auf Widerstand.
Der Vertrag wurde im Deutschen Bundestag am 18. März 1953 mit 239 von 360 abgegebenen Stimmen ratifiziert. Nur die Fraktion der SPD stimmte geschlossen zu, dagegen verweigerten Abgeordnete der CDU/CSU in großer Zahl ihre Zustimmung, obwohl Adenauer den Vertrag schon aus moralischen Gründen für notwendig und als unerlässliche Vorbedingung für die Westintegration bezeichnete. Neben namhaften Finanzpolitikern wie Fritz Schäffer (CSU) befürchteten weitere Politiker, das Abkommen werde das Verhältnis zu den arabischen Staaten nachhaltig belasten, da diese Israel ökonomisch boykottierten.
Öffentlich durchgehend ablehnend sprachen Thomas Dehler, Justizminister aus der FDP, und Franz Josef Strauß, MdB der CSU. Nach einer Umfrage des Allensbacher Instituts befürworteten nur elf Prozent der Bevölkerung das Abkommen vorbehaltlos. Eine Abordnung der Arabischen Liga unter Leitung des Libanesen Ahmed Danouk intervenierte in Bonn, und insbesondere der ägyptische Ministerpräsident Muhammad Nagib drohte bis kurz vor der Ratifizierung im Bundestag 1953, die gegen Israel verhängten Wirtschaftssanktion auch auf die Bundesrepublik auszudehnen. „Nach drei mehrstündigen Unterredungen forderte Staatssekretär Hallstein die Delegation sichtlich erregt auf, die Bundesrepublik so schnell wie möglich zu verlassen.“ Der Auffassung von Völkerrechtlern, es bestehe noch ein Kriegszustand zwischen Israel und den Staaten der Arabischen Liga, das Abkommen verstoße folglich gegen die Neutralitätspflicht, folgte die Bundesregierung nicht.
Die Deutsche Partei beschwor auf einem Parteitag in Goslar eine traditionelle deutsch-arabische Freundschaft gegen die Pläne; die Formulierung gemeinsame deutsch-arabische Interessen benutzte der ehemalige Großmufti al-Husseini, der Adenauer dabei ein Werkzeug des Weltjudentums nannte. Marion Gräfin Dönhoff, eine führende Journalistin der Wochenzeitung Die Zeit, wollte das Abkommen hinauszögern und dem Konflikt mit den Arabern ausweichen, indem sie forderte, erst Geld zu geben, „nachdem Israel und die arabischen Staaten Frieden geschlossen“ haben.
Tatsächlich halfen kostenlose deutsche Waffenlieferungen Ben-Gurion, die Friedensverhandlungen seines Nachfolgers Moshe Scharet mit Ägyptens Präsident Gamal Abdel Nasser zu sabotieren und Scharet zu stürzen.

## Kontroversen
- Die Jewish Claims Conference wurde verschiedentlich – zuletzt 2000 mit großer Schärfe von Norman Finkelstein – angegriffen, weil sie die Gelder nicht an die jüdischen Opfer ausgezahlt habe. Die JCC wies zu ihrer Rechtfertigung darauf hin, dass es in diesem Falle nicht um individuelle Entschädigungsleistungen gegangen sei, sondern um Globalzahlungen. Es sei im Sinne der Vereinbarung und durch den Wortlaut gedeckt, wenn sie kollektive Bedürfnisse durch Mittelvergabe an Krankenhäuser oder Altersheime erfüllt und die Eingliederung durch Zahlungen an Kultusgemeinden gefördert habe. Da die Begleichung zudem teilweise in Form von Waren erfolgte, hätte die JCC diese ja verkaufen müssen.
- Die Zahlungen wurden zur Finanzierung der Lieferung von Infrastrukturgütern, darunter Schiffe, Eisenbahnen und Elektroturbinen, nach Israel verwendet. Dadurch wurde Israel zum größten Abnehmer deutscher Waren. Die Zahlungen waren daher auch ein Beitrag zum deutschen Wirtschaftswunder und die Grundlage für einen bis heute blühenden bilateralen Handel.[10]